# Caso Ignacio Susaeta
El Caso Ignacio Susaeta es una investigación y proceso judicial uruguayo sin resolver sobre la desaparición de un joven, José Ignacio Susaeta Rodríguez, que ocurrió el 23 de enero de 2015 en Montevideo, Uruguay.
Es uno de los casos más complejos que tiene la Policía con el departamento de Personas Ausentes de Crimen Organizado en Uruguay. Esa noche el estudiante uruguayo de ingeniería salió de su casa y nunca más regresó.

## Contexto

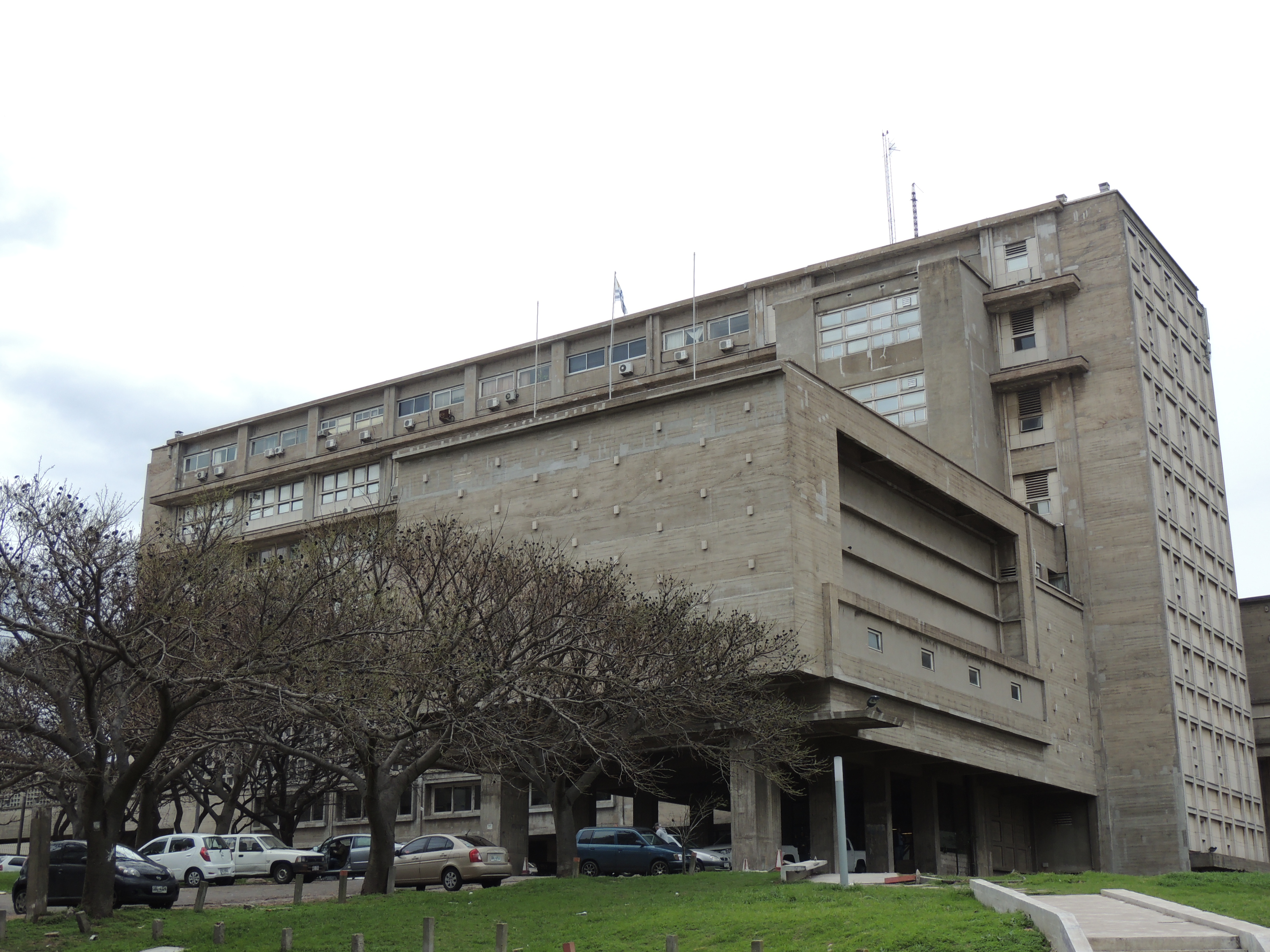
Facultad de Ingeniería de la Universidad de la República, lugar de estudio de José Ignacio.

Hijo de Alejandra Rodríguez y Juan Eduardo Susaeta, José Ignacio nació el 1 de octubre de 1991 en Montevideo. Tiene dos hermanos, Martín y Natalia Susaeta, ambos menores que él.
En el momento de su desaparición, tenía 23 años. Vivía en el seno de una familia de clase media, con sus padres y hermanos en el barrio Brazo Oriental en Montevideo. Tenía una relación estable desde hacía 5 años con su novia Stephanie. Se encontraba cursando estudios terciarios de ingeniería en sistemas en la Facultad de Ingeniería de la Universidad de la República.
Una semana antes, Ignacio había ido de vacaciones con su grupo de amigos al balneario Punta del Diablo, en el departamento de Rocha, donde nadie pudo advertir ningún tipo de anomalía en su comportamiento.
Según su padre, "es un chico sumamente inteligente. Tenía proyectos de vida. Ahora no estaba trabajando, pero pensaba dar clases de matemáticas en el garaje de casa".
Para su grupo de amigos y compañeros, José Ignacio es un joven "tranquilo, inteligente, sumamente capaz y solidario".

## Desaparición

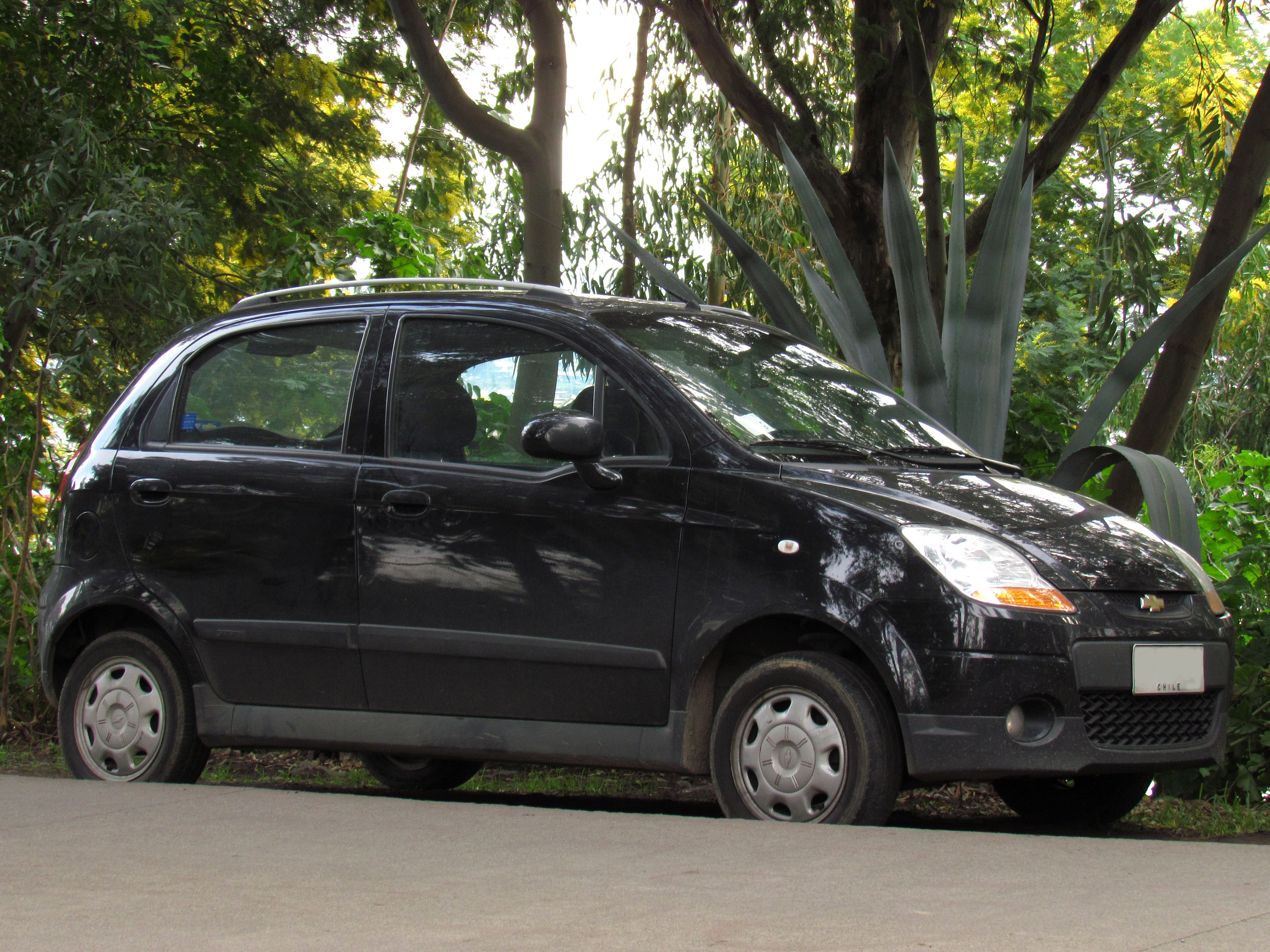
Chevrolet Spark de color negro similar al que conducía José Ignacio.

El 23 de enero de 2015, José Ignacio Susaeta fue visto por última vez por sus padres en su casa en Montevideo. A la hora 20:00, salió en su auto, un Chevrolet Spark de color negro. Dijo que iba a llevar un cuaderno a un compañero de estudio y luego pasaría a buscar a su novia Stephanie para retornar a su casa y participar de una celebración familiar por el cumpleaños número cincuenta de su padre.
A las 22:30 su madre, preocupada por la tardanza, le pidió a su hermano Martín que se comunicara con él a su celular. En el escueto diálogo con su hermano, Ignacio llegó a decirle: “Ya voy, ya voy”, siendo esa la última comunicación que se supo de él.

## Instancias
El 23 de enero de 2015 José Ignacio Susaeta desapareció y al día siguiente a primera hora de la mañana la familia realizó la denuncia en la Seccional 12 en Avenida Pedro Millán 3946 en Montevideo. El 25 de enero se encontró el auto cerrado con la alarma puesta frente a una heladería en el barrio Lagomar en Canelones. En su interior estaban sus pertenencias: una mochila, su cartuchera y cuadernolas con unas notas.
El 27 de enero de 2015, se realizó por la Armada Nacional del Uruguay un rastrillaje en las playas y médanos cercanos y se pidió el apoyo del plantel de perros adiestrados del Ministerio del Interior.
El 2 de febrero de 2015, el jefe de Relaciones Públicas de la Armada, Gastón Jaunsolo, dijo que se seguía con la búsqueda del joven en Lagomar y Solymar.
En marzo de 2015, a pesar de que el auto había sido periciado, cuando fue entregado a la familia, fueron ellos quienes encontraron en el auto la billetera de José Ignacio, sin su documento de identidad.
El 24 de junio de 2015, el Juzgado de La Costa ordenó a la Policía de Canelones difundir a los medios de comunicación las fotos y una descripción del joven José Ignacio Susaeta.
El 1 de julio de 2015, familiares y amigos realizaron una marcha para pedir avances en la investigación y que se continuara con la exhaustiva búsqueda. La marcha culminó con un mensaje de los padres en la Plaza de los Treinta y Tres en Montevideo.
El 6 de julio de 2015, tras recibir llamadas proporcionando información y pistas, los padres del veinteañero viajaron a Paysandú para continuar la búsqueda.
En febrero de 2018, cambió el juez de la causa, convirtiéndose en el cuarto magistrado que tenía este caso.
Son varios los programas televisivos que han cubierto el tema, por ejemplo: Santo y Seña, presentado por Ignacio Álvarez en Canal 10, Esta boca es mía, presentado por Victoria Rodríguez, Ángeles y Demonios, presentado por Washington Abdala en Canal 12, y Ausentes, presentado por Miguel Chagas en Canal M.